# Малые ГЭС Урала
Ма́лые гидроэлектроста́нции Ура́ла — ГЭС мощностью менее 10 МВт, расположенные в Уральском регионе.

## Свердловская область

### Верхотурская ГЭС
Расположена на реке Туре. Пущена в 1949 году, мощность станции — 7 МВт.

### Вогульская ГЭС
Расположена на реке Вогулке. Мощность 2,4 МВт,  один гидроагрегат с турбиной ПЛ-495-ВБ-225, работающий при максимальном напоре 16 м. Введена в эксплуатацию в 1967 году, принадлежит ОАО «Интер РАО ЕЭС»

### Алапаевская ГЭС
Алапаевская ГЭС (57°50′38″ с. ш. 61°42′45″ в. д.) мощностью 2 МВт была введена в 1945 году, в настоящее время не эксплуатируется.

### Гидропотенциал
Гидрологический потенциал Свердловской области оценивается экспертами на уровне 300 МВт. На 12 существующих гидротехнических сооружениях возможна установка электростанций мощностью более 1 МВт. Отмечается возможность восстановления заброшенных мини-ГЭС области (Верхне-Сысертская, Алапаевская, Афанасьевская, Ирбитская, Речкаловская и иные) и сооружении ряда новых мини- и микро-ГЭС.

## Челябинская область

### ГЭС «Пороги»
Пущена в 1910 году, мощность — 1,36 МВт.

### Зюраткульская ГЭС
54°55′28″ с. ш. 59°13′31″ в. д.

Плотина Бакальского водохранилища

Не эксплуатируется с 1978 года. Построена на реке Большая Сатка в Саткинском районе, у посёлка Магнитский. ГЭС построена по деривационной схеме, использует в качестве водохранилища озеро Зюраткуль.
Состав сооружений ГЭС:
- плотина
- бетонный деривационный лоток длиной 9 км
- напорный бассейн
- здания ГЭС первой и второй очереди

ГЭС строилась в две очереди. Мощность ГЭС — 5,76 МВт, среднегодовая выработка — 22 млн кВт⋅ч (в отдельные годы выработка достигала 27 млн кВт⋅ч). В зданиях ГЭС установлено 4 гидроагрегата мощностью по 1,44 МВт.
Мощность ГЭС первой и второй очереди — по 2,8 МВт при напоре 108 и 109 м соответственно, среднегодовая выработка по 11 млн кВт⋅ч. Напорные сооружения ГЭС образовывали водохранилище многолетнего регулирования.
Строительство ГЭС велось с 1942 по 1952. При строительстве активно использовался труд заключённых, переселенцев и военнослужащих в тяжёлых условиях. ГЭС первой очереди пущена в 1949, второй — в 1952. С 1966 по 1976 год ГЭС проходила реконструкцию, связанную с износом сооружений, построенных из дерева. В 1978 ГЭС закрыта в связи с нерентабельностью, часть оборудования демонтировано. Основные инженерные сооружения ГЭС (плотина, деривационный канал, напорный бассейн) находятся в хорошем состоянии, здания ГЭС полностью демонтированы. ГЭС находится на территории национального парка «Зюраткуль».
С 2005 года Государственный ракетный центр «КБ имени академика В. П. Макеева» разрабатывает проект восстановления станции, создано ЗАО «Зюраткульская ГЭС». В феврале 2008 года группа «Магнезит» заявила о намерении инвестировать 142 млн руб. в восстановление станции. Работы планировалось начать в 2008 году и закончить в третьем квартале 2009 года. Мощность станции должна составить 6,4 МВт. Однако, в связи со спорами относительно принадлежности земель, необходимых для строительства электростанции, между национальным парком «Зюраткуль» и местными муниципальными властями, эти планы осуществлены не были. В марте 2011 года было заявлено, что разрешительная документация на восстановление ГЭС оформлена, произведены работы по расчистке деривационного канала. Восстановление станции сдерживается отсутствием необходимых инвестиций в объёме 180 млн рублей.

### Аргазинская ГЭС
55°22′08″ с. ш. 60°29′50″ в. д.
Расположена на реке Миасс в селе Байрамгулово Аргаяшского района. Использует Аргазинское водохранилище. Строилась с 1939, запущена в 1946, в настоящее время не эксплуатируется. Планируется восстановление ГЭС при мощности 1,35 МВт.

### Верхнеуральская ГЭС
53°35′03″ с. ш. 59°08′05″ в. д.
Расположена на реке Урал, около посёлка Приморский Агаповского района. Использует расчётный перепад в 17 метров на Верхнеуральском водохранилище, мощность электростанции 1 МВт.

### Шершнёвская ГЭС
В настоящее время не эксплуатируется. Расположена на реке Миасс. Использует Шершнёвское водохранилище.

## Башкирия

### Нугушская ГЭС
Расположена на р. Нугуш в Мелеузовском районе. Мощность станции 9,09 МВт, годовая выработка 32,00 млн кВт⋅ч.

## Пермский край

### Очёрская ГЭС
57°52′33″ с. ш. 54°42′45″ в. д.
Расположена на реке Очёр в городе Очёр, работает на сбросе воды из городского пруда, мощность станции — 0,4 МВт.